# Георг Зимел
Георг Зимел (на немски: Georg Simmel) е германски философ и социолог.

## Биография
Роден е на 1 март 1858 г. в Берлин, Прусия, седмото дете в заможно еврейско семейство. Твърде рано остава без баща, което неминуемо оставя отпечатък върху неговото развитие. Грижите по отглеждането му поема семеен приятел. Следва история и философия в Университета „Фридрих Вилхелм“ в Берлин. Негови преподаватели в университета са Йохан Дройзен, Теодор Момзен, Хайман Щайнтал и други видни интелектуалци от това време, а мислителят, който оказва силно влияние върху Зимел е Имануел Кант.
През 1881 г. защитава докторска дисертация на тема „Същността на материята според Квантовата физическа монадология“. От 1885 г. Зимел е приват доцент, през 1901 става извънреден професор, а от 1911 е доктор хонорис кауза на Фрайбурския университет. Едва в края на живота му през 1914 г. е избран за редовен професор в Страсбург.
Умира на 26 септември 1918 г. от рак на черния дроб.

## Научна дейност
Домът му е средище на видни интелектуалци – Райнер Мария Рилке, Едмунд Хусерл, Хайнрих Рикерт. Има произведения в различни области – философия на живота, на културата, естетика, етика, епистимология и др. Не следва изискванията на строгия академизъм, а начинът му на мислене се характеризира като „импресионистичен“. Повлиян от идеите на позитивизма, той бързо преодолява това и развива основни идеи на неокантианството. Той е класик на модерната социология.

## Трудове
- Soziologie. Untersuchungen über die Formen der Vergesellschaftung (1908)
  - Социология. Изследвания върху формите на обобществяване, Търново: Пик, 2002
- Die Großstadt und das Geistesleben (1903)
  - Индивидът в големия град, сб. Социологията като шанс, ред. Лиляна Деянова, София, 2004
- Soziologische Aesthetik (1896)
  - Социологическа естетика, сб. Социологически измерения на изкуството, ред. Стефанов И., София: Аскони, 2001
- Чужденецът, сб. Социология на личността, ред. Лиляна Деянова и Николов Л., София: Hаука и изкуство, 1990
- Георг Зимел, Фрагментарният характер на живота. Съставителство и превод Теодора Карамелска, редакция Кольо Коев. София: Критика и хуманизъм, 2014